# Graham Brady
Graham Stuart Brady, född 20 maj 1967 i Salford i Lancashire, är en brittisk konservativ politiker. Han är ledamot av underhuset för Altrincham and Sale West sedan 1997.